# Francesco Chicchi
Francesco Chicchi (født 27. november 1980) er en italiensk professionel cykelrytter, som cykler for det professionelle cykelhold Liquigas.